# Carlos Mayor
Carlos Mayor (ur. 5 października 1965) – argentyński piłkarz występujący na pozycji obrońcy.

## Kariera klubowa
Od 1985 do 1990 roku występował w klubach Argentinos Juniors, Gimnasia y Esgrima La Plata, Unión Santa Fe, Deportes Iquique, Avispa Fukuoka, CA All Boys i Deportivo Español.